# Club Natació Sant Andreu
El Club Natació Sant Andreu es un club deportivo, que nació el 1 de junio de 1971 en el barrio de San Andrés de Palomar en Barcelona, España. Aunque en general su objetivo es la promoción del deporte, su objetivo principal desde el inicio ha sido la promoción de la natación y el waterpolo.
Está situado en el barrio de San Andrés, la entrada está en la rambla del mismo barrio. Se caracteriza por tener un edificio muy moderno, el cual se llama Agustí González.
Es un club muy conocido gracias a la natación (en la piscina se celebra el campeonato internacional de natación "Ciudad de Barcelona") y al waterpolo.

## Instalaciones
Este club tiene 3 piscinas:
- Fabra
- Trinidad Vieja
- Once de septiembre

## Palmarés
- Copa de la Reina de waterpolo (2): 2024, 2025.
- Supercopa femenina de waterpolo (1): 2024.
- Liga de Campeones LEN de waterpolo femenino (1): 2025.

## Secciones
En este club se practican 6 deportes:
- Natación
- Waterpolo
- Tenis
- Triatlón
- Squash
- Fútbol Sala

La natación es el deporte más popular del club, en este club se celebra uno de les campeonatos internacionales de natación más importantes del mundo: el Ciudad de Barcelona.
El waterpolo también es bastante popular, la piscina del club ha sido sede de la copa del Rey de waterpolo.